# Кубок повноправних членів
Ку́бок повнопра́вних чле́нів (англ. Full Members Cup) — національний кубковий турнір в англійському футболі, що проводився Футбольною асоціацією Англії з 1985 по 1992 роки. Завдяки офіційним спонсорам, Кубок повноправних членів називався «Simod Cup» з 1987 по 1989 роки та «Zenith Data Systems Cup» з 1989 по 1992 роки.
Після трагедії на стадіоні «Ейзель» УЄФА відсторонила англійські клуби від участі в єврокубках. Щоб дати топ-клубам додаткову ігрову практику, Футбольна асоціація Англії заснувала новий турнір. У Кубку брали участь клуби двох вищих дивізіонів, що були повноправними членами Футбольної асоціації з правом голосу. Представники ж Третього і Четвертого дивізіонів були асоційованими членами Футбольної асоціації і не мали права голосу, ці клуби грали в іншому кубковому турнірі — Трофеї Футбольної ліги (також відомому як Кубок асоційованих членів).
Кубок повноправних членів був скасований через сім років у результаті створення Прем'єр-ліги і скорочення Футбольної ліги до трьох дивізіонів.

## Фінали
| Рік  | Переможець       | Рахунок | Фіналіст         |
| ---- | ---------------- | ------- | ---------------- |
| 1986 | Челсі            | 5:4     | Манчестер Сіті   |
| 1987 | Блекберн Роверз  | 1:0     | Чарльтон Атлетик |
| 1988 | Редінг           | 4:1     | Лутон Таун       |
| 1989 | Ноттінгем Форест | 4:3 овт | Евертон          |
| 1990 | Челсі            | 1:0     | Мідлсбро         |
| 1991 | Крістал Пелес    | 4:1 овт | Евертон          |
| 1992 | Ноттінгем Форест | 3:2     | Саутгемптон      |